# Bermudy na Zimowych Igrzyskach Olimpijskich 1994
Bermudy na Zimowych Igrzyskach Olimpijskich 1994 reprezentował jeden zawodnik – saneczkarz Simon Payne.
Był to drugi start reprezentacji Bermudów na zimowych igrzyskach olimpijskich.

## Saneczkarstwo
| Zawodnik    | Konkurencja | Ślizg 1 | Ślizg 2 | Ślizg 3 | Ślizg 4 | Łącznie  | Pozycja |
| ----------- | ----------- | ------- | ------- | ------- | ------- | -------- | ------- |
| Simon Payne | Jedynki     | 52,606  | 52,855  | 52,543  | 52,633  | 3:30,637 | 30.     |